# Медведиця (Гросуплє)
Медведиця (словен. Medvedica) — поселення в общині Гросуплє, Осреднєсловенський регіон, Словенія. Висота над рівнем моря: 411,6 м.